# Multi-play
Multi-play är ett samlingsnamn för den teknik som möjliggör överföring av flera olika typer av telekommunikation över samma förbindelse, till exempel telefoni, bredband, internet och mobiltelefoni. Det är främst utvecklingen inom transmissionsteknik och standarderna CDMA, WCDMA och GSM som genom att använda 3G-, 4G- eller UMTS-nät möjliggör för operatörer att leverera även trådlösa tjänster.